# Декель Кейнан
Декель Кейнан (івр. דקל קינן, нар. 15 вересня 1984, Рош-га-Нікра) — ізраїльський футболіст, захисник клубу «Маккабі» (Хайфа).
Більшу частину кар'єри провів за клуб «Маккабі» (Хайфа), а також за національну збірну Ізраїлю.

## Клубна кар'єра
У дорослому футболі дебютував 2002 року виступами за «Маккабі» (Хайфа), в якому, з перервами на оренду в «Бней-Сахнін» та «Маккабі» (Нетанья), грав до літа 2010 року.
Своєю грою за останню команду знову привернув увагу представників тренерського штабу клубу «Маккабі» (Хайфа), до складу якого повернувся 2006 року. Цього разу відіграв за хайфську команду наступні чотири сезони своєї ігрової кар'єри. Більшість часу, проведеного у складі хайфського «Маккабі», був основним гравцем захисту команди.
12 липня 2010 року підписав однорічний контракт з новачком англійської Прем'єр-ліги «Блекпулом», проте закріпитись у складі «мандаринів» не зумів, зігравши за півроку лише 6 матчів в чемпіонаті й по одному в кубку Англії та кубку ліги.
У січні 2011 року став гравцем «Кардіфф Сіті», що виступав у Чемпіоншіпі, де відразу став основним гравцем,зігравши до кінця сезону у 18 матчах чемпіонату, допомігши команді вийти в плей-оф, проте пробитись до еліти валлійська команда не змогла. Але вже в наступному сезоні ізраїльський легіонер втратив місце в основному складі і 21 листопада 2011 року був відданий в оренду на 6 тижнів в «Крістал Пелес», а незабаром після завершення оренди знову був відданий в оренду в «Бристоль Сіті» до кінця сезону, проте в обох клубах теж не зміг стати основним гравцем.
Влітку 2012 року Кейнан повернувся в «Кардіфф Сіті», проте не потрапив в заявку основної команди і 18 вересня 2012 року на правах вільного агента підписав контракт зі своїм рідним клубом «Маккабі» (Хайфа).

## Виступи за збірну
З 2001 року грав за юнацьку збірну Ізраїлю, а з 2003 року став залучатись до молодіжної збірної. У червні 2007 року був у складі молодіжної збірної Ізраїлю на Євро-2007  в Нідерландах, де зіграв у всіх трьох матчах збірної у турнірі.
2 червня 2007 року дебютував в офіційних іграх у складі національної збірної Ізраїлю в матчі-кваліфікації на Євро-2008 проти збірної Македонії. Наразі провів у формі головної команди країни 27 матчі.

## Досягнення
- Чемпіон Ізраїлю (2): 2004, 2009
- Володар Кубка Тото (Кубок Ізраїльської ліги) (1): 2008
- Володар Кубка Ізраїлю (1): 2016